# Bunus
Bunus (en francés y oficialmente; Bunuze en euskera) es una localidad y comuna francesa, situada en el departamento de Pirineos Atlánticos, en la región de Aquitania. Pertenece al territorio histórico vascofrancés de Baja Navarra. El río Bidouze cruza la comuna.
Administrativamente también depende del Distrito de Bayona y del cantón de País de Bidache, Amikuze y Ostibarre.

## Demografía
| Gráfica de evolución demográfica de Bunus entre 1800 y 2012 |
|                                                             |

Fuentes: Ldh/EHESS/Cassini e INSEE.